# Badinerie
La badinerie o badinage es una danza breve y muy viva. Toma su nombre del verbo francés badiner (bromear). 
El término comenzó a usarse debido a la inclusión de esta danza como uno de los movimientos de la suite barroca, al verse como una pieza breve, juguetona y alegre. La Badinerie de la Suite orquestal n.º 2 para flauta y cuerdas BWV 1067 de Johann Sebastian Bach es posiblemente el ejemplo más brillante y conocido de badinerie en la historia de la música.

## Métrica
Suele tener una métrica binaria de 2/4, aunque en el caso de que el compositor quiera agregar más acordes a la armonía por compás, se escribe en 4/4.

## Duración
La Badinerie suele usar ritornelli, es decir, estructuras en las que se repite la primera sección y después se repite la segunda sección (A - A, B - B). Por ejemplo, en la badinerie BWV 1067 se puede apreciar esta técnica musical. Gracias a la función de los ritornelli, la badinerie suele durar hasta dos minutos cuando es escrita para pocos instrumentos (máximo 7).
Pero en el caso de las badineries para gran orquesta, (de 8 a 18 instrumentos o más), la badinerie se extiende hasta los 4 o 5 minutos, y en muy pocas ocasiones, hasta 8 minutos, pero estos casos son casi inexistentes.
- Datos: Q799045